# Shalqīya
Shalqīya är en ort i Kazakstan.   Den ligger i oblystet Qyzylorda, i den centrala delen av landet, 900 km söder om huvudstaden Astana. Shalqīya ligger 235 meter över havet och antalet invånare är 3 822.
Terrängen runt Shalqīya är lite kuperad, och sluttar västerut. Runt Shalqīya är det mycket glesbefolkat, med 3 invånare per kvadratkilometer. Närmaste större samhälle är Zhangaqorghan, 16,7 km sydväst om Shalqīya. Trakten runt Shalqīya består i huvudsak av gräsmarker.